# Féchy
Féchy je obec na jihozápadě Švýcarska, v okrese Morges v kantonu Vaud. Žije zde 861 obyvatel.

## Geografie

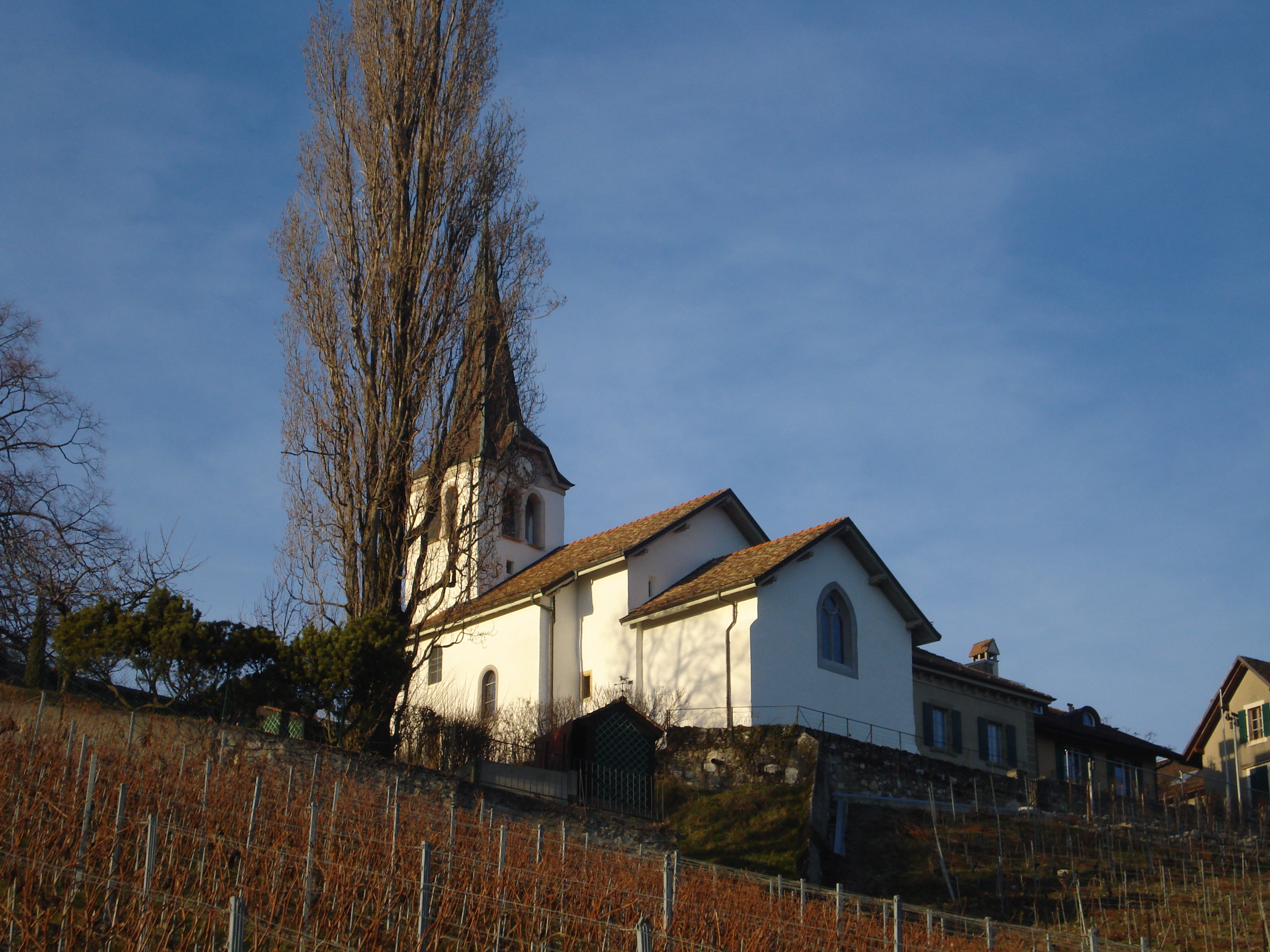
Kostel

Féchy leží v nadmořské výšce 495 m, vzdušnou čarou 10 km jihozápadně od okresního města Morges. Vinařská obec se rozkládá na malém výběžku uprostřed vinic na jižním svahu údolí Vaud Côte, v panoramatické poloze asi 120 metrů nad hladinou Ženevského jezera.
Území obce o rozloze 2,7 km² zahrnuje část oblasti Vaud Côte. Území obce se táhne od břehů Ženevského jezera na sever přes náhorní plošinu na úpatí Côte a vinice východně od vrcholu Signal de Bougy, kde se nachází nejvyšší bod Féchy ve výšce 675 m n. m. Oblast je odvodňována potokem Eau Noire do Ženevského jezera. V roce 1997 tvořila 21 % rozlohy obce zastavěná plocha, 7 % lesy a lesní porosty, 71 % zemědělství a o něco méně než 1 % neproduktivní půda.
Féchy se skládá ze tří částí: Féchy-Dessus (původní obec), Féchy-Dessous (na úpatí svahu) a Les Cassivettes (600 m n. m., obytná čtvrť na svahu Signal de Bougy). Féchy-Dessous se dále dělí na osady Le Saugey (440 m n. m.), Marterey (460 m n. m.) a La Crause (444 m n. m.), které se nacházejí na úpatí vrchoviny Côte. Sousedními obcemi Féchy jsou Allaman, Aubonne, Perroy a Bougy-Villars.

## Historie
Území obce Féchy bylo osídleno již v římských dobách, protože se nacházelo na cestě Vy-d’Etra. Z burgundského období jsou známy hrobové nálezy. První písemná zmínka o obci pochází z roku 1188 a nese název Fescheio. Další názvy byly Fechie, Feschi (1204), Feschie (1221) a Feschier (1467). Název místa je pravděpodobně odvozen od římského osobního jména Fescius.
Féchy bylo od středověku pod vládou kanovníků z Velkého svatobernardského konventu. Po dobytí Vaudu Bernem v roce 1536 sdílelo Féchy osudy Aubonne a v roce 1701 se stalo součástí panství Aubonne. Po pádu Staré konfederace patřila obec v letech 1798–1803 v období helvétského soustátí ke kantonu Léman, který byl poté po vstupu v platnost Ústavy o zprostředkování sloučen s kantonem Vaud. V roce 1798 byla obec přiřazena nejprve k okresu Aubonne, s jeho zánikem v roce 2007 pak k okresu Morges.

## Obyvatelstvo
| Rok            | 1850 | 1900 | 1910 | 1930 | 1950 | 1960 | 1970 | 1980 | 1990 | 2000 |
| Počet obyvatel | 319  | 330  | 281  | 314  | 347  | 366  | 288  | 365  | 571  | 632  |

Z celkového počtu obyvatel je 79,1 % francouzsky mluvících, 7,0 % německy mluvících a 5,7 % portugalsky mluvících (stav v roce 2000). V roce 1850 žilo ve Féchy 319 obyvatel a v roce 1900 330 obyvatel. Poté, co počet obyvatel klesl do roku 1970 na 288, začal počet obyvatel rychle růst s výstavbou nových čtvrtí a během 30 let se zdvojnásobil.

## Hospodářství

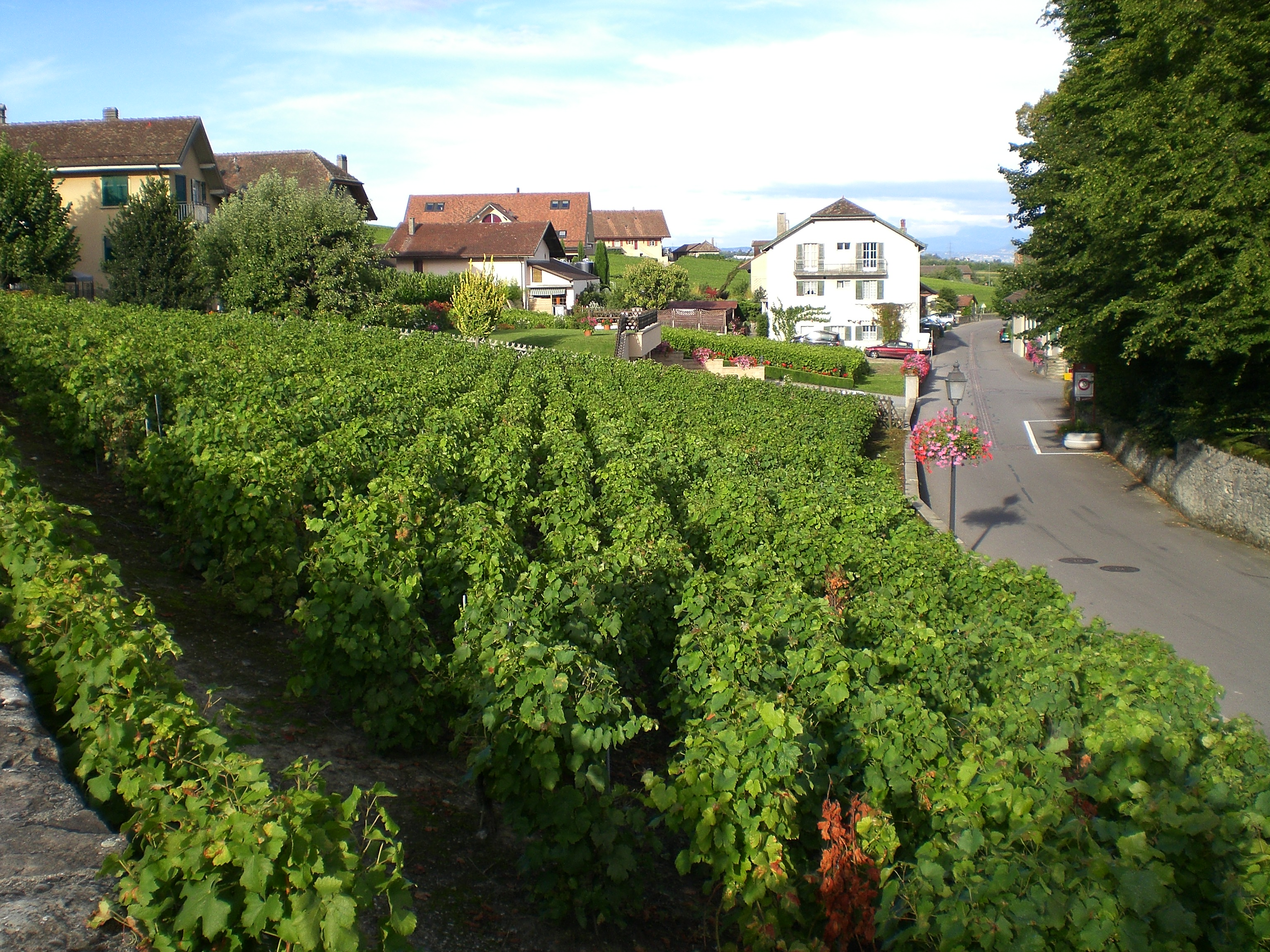
Vinice v obci

Až do poloviny 20. století byla obec Féchy převážně zemědělskou obcí. Zemědělství hraje i dnes důležitou roli jako zdroj příjmů obyvatel. Vinice se pěstují po celém úbočí Côte pod nadmořskou výškou 550 až 600 m n. m. Féchy je známé zejména díky bílému vínu, zejména odrůdy chrupka bílá (Chasselas). Na zemědělské půdě na úpatí svahu převažuje orná půda. Další pracovní příležitosti jsou k dispozici v místním průmyslu a ve službách. V posledních desetiletích se obec díky své atraktivní poloze rozvinula v rezidenční obec. Mnoho pracujících proto dojíždí za prací.

## Doprava
Obec má dobré dopravní spojení. Leží na hlavní silnici č. 1 vedoucí ze Ženevy podél břehu jezera do Lausanne. Dálniční křižovatky Rolle a Aubonne na dálnici A1 (Ženeva–Lausanne), která byla otevřena v roce 1964, jsou vzdáleny asi 4 km od obce. Féchy je napojeno na síť veřejné dopravy postbusovou linkou Rolle–Aubonne.

## Osobnosti
- Phil Collins (* 1951), britský hudebník, žil v obci[3]